# Blood and Sand (1922)
Blood and Sand is een Amerikaanse stomme film uit 1922 onder regie van Fred Niblo. De film is gebaseerd op een boek van Vicente Blasco Ibáñez.

## Verhaal

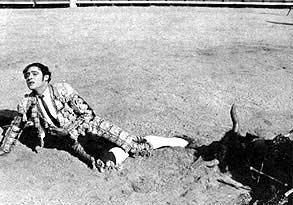
Scène uit de Blood and Sand

Juan Gallardo is een dorpsjongen die leeft in armoede. Als hij volwassen is, is hij een van de bekendste matadors uit Spanje. Hij trouwt met Carmen, een goede vriendin uit zijn jeugd. Echter, nu hij rijk en beroemd is, wordt hij verleid door de aantrekkelijke en rijke weduwe Doña Sol. Ze krijgen een affaire met een sadomasochismische ondertoon. Als Juan zich schuldig begint te voelen, probeert hij de affaire te beëindigen. Sol voelt zich verraden en afgewezen en licht Carmen en Juans moeder in. Carmen scheidt van Juan, waardoor Juans levenslust is verdwenen. Uiteindelijk wordt hij in de arena vermoord door een stier.

## Rolverdeling
| Acteur            | Personage     |
| ----------------- | ------------- |
| Rudolph Valentino | Juan Gallardo |
| Lila Lee          | Carmen        |
| Nita Naldi        | Doña Sol      |
| Walter Long       | Plumitas      |
| Leo White         | Antonio       |
| Rosa Rosanova     | Angustias     |